# Oum Laadham
Oum Laadham (em árabe: أم العظام) é uma cidade e comuna localizada na província de Djelfa, Argélia. De acordo com o censo de 2008, a população total da cidade era de 23 051 habitantes.